# Елеонора Българска
Елеонора Каролина Гаспарина Луиза, принцеса Ройс цу Кьостриц (на немски: Eleonore Caroline Gasparine Louise Prinzessin Reuß zu Köstritz) е принцеса на Ройс (постарому Райс или Райска), а като втората съпруга (1908 – 1917) на българския монарх Фердинанд I става българска княгиня и скоро след това българска царица.
Тя е дъщеря на принц Хайнрих IV Ройс цу Кьостриц (1821 – 1894) и принцеса Луиза Ройс цу Грайц (1822 – 1875).
Елеонора участва в редица кампании на руската армия като милосърдна сестра от Руския червен кръст, за което получава орден „Св. Анна“ (наричан „Медал на Червения кръст“).
За нея народният поет Иван Вазов пише:
| „ | „Жена венценосна, сестра милосърдна, сестра на героите из боя жестоки, Царице, ти цяла любов си победна, душа изтъкана от чувства високи.“ | “ |

## Българска царица
След смъртта на първата му съпруга Мария-Луиза Бурбон-Пармска през 1899 г. Фердинанд I се обръща към великата княгиня Мария Павловна, която е на посещение в България през 1907 г. за откриването на паметника на Цар Освободител, с молба да му предложи нова съпруга, която да не очаква много внимание и да се занимава с благотворителност. Великата княгиня предлага своята първа братовчедка Елеонора Ройс-Кьостриц.
Елеонора е в близки роднински връзки с руското императорско семейство и е преценена като добра партия за българския монарх. Бракът между двамата е сключен в гр. Кобург, Германия на 28 февруари 1908 г.
В резултат от брака с Фердинанд тя получава титлата „княгиня на България“, а няколко месеца по-късно, след обявяването на независимостта на България от Османската империя на 22 септември 1908 г., титлата ѝ е променена на „царица на българите“.
Бракът между Елеонора и Фердинанд е напълно формален и лишен от каквито и да е чувства от страна на Фердинанд към новата му съпруга. Показателно е настояването на самия Фердинанд на двамата да им бъдат осигурени отделни спални по време на гостуването им при краля на Румъния Карол I, което се осъществява през медения месец на младоженците.
Състрадателна и грижовна, Елеонора бързо печели любовта на заварените деца на Фердинанд и на целия български народ. Основната дейност на царица Елеонора като съпруга на държавния глава е благотворителността. По нейна инициатива през 1910 г. със заповед на Министерството на просвещението е създаден фонд „Царица Елеонора“, чието предназначение е събиране на средства за построяване на отделни сгради на институтите за глухи и за слепи деца. Царица Елеонора създава Детския санаториум за лечение на костна туберкулоза край Варна.
Благодарение на нейната намеса е спасена Боянската църква от събаряне, която през 1912 г. трябвало да бъде разрушена, за да се построи на нейно място по-голям храм. За да спаси уникалната църква, Царицата лично издейства за боянчани парцел за строеж на нова църква, а в средновековния храм започват реставрационни дейности.
По време на войните царица Елеонора организира курсове за милосърдни сестри и самата тя е на фронта като милосърдна сестра. Царицата подарява главното знаме на българското Македоно-одринско опълчение, а заедно с княгиня Клементина Бурбон-Орлеанска царица Елеонора е основен дарител на създадения в 1885 г. Български червен кръст. Царица Елеонора е основателка на подпомагащото го женско дружеството „Самарянка“.
Девизът на царица Елеонора е „Вярност и постоянство“. С Височайша заповед № 327 от 9 август 1912 г. тя е назначена за шеф на 24-ти Черноморски полк, който оттогава носи името „полк на Нейно Величество Царица Елеонора“.
Царица Елеонора се разболява тежко в последната година на Първата световна война и след продължително боледуване умира в Евксиноград на 12 септември 1917 г. Съгласно последната ѝ воля царицата е погребана до южната фасада на Боянската църква.
След установяването на комунистическата власт в България гробът на царица Елеонора е осквернен и ограбен, а надгробният паметник е премахнат, за да се заличи мястото му. След политическите промени от 1989 г. новата власт връща надгробния паметник на мястото му и възстановява предишния вид на гроба.
Любовта на българския народ към заслужилата царица е безкрайна. Според поета Кирил Христов не е имало столичанка, която да не е отишла на опелото на царица Елеонора. До 1944 г. войници, оцелели благодарение на нейните грижи и обучените от нея сестри, всяка година се събирали на поклонение на гроба ѝ.
Царица Елеонора е единствената жена носителка на Военния орден „За храброст“ (IV степен).

## Благотворителност
След смъртта на свекърва ѝ – майката на княз Фердинанд княгиня Клементина през 1907 г. –католическата болница „Княгиня Клементина“ преминава под патронажа на царица Елеонора. Тя дарява 200 хиляди лева – сватбения си подарък от Народното събрание – за подобряване на болницата.
С името на първата българска царица от Третото българско царство Елеонора фон Ройс е свързан българският принос в непознатата за Югоизточна Европа форма на благотворителност – обковаването. Дървени макети, статуи или предмети, символизиращи популярни военни, исторически или политически фигури, биват публично представяни за обковаване с малки златни, сребърни или бронзови гвоздейчета, които всеки дарител закупува.
Благодарение на неуморната работа на Белия ангел с червения кръст, както е наричана от народа царица Елеонора, тази форма на дарителство намира благодатна почва в България по време на войните за национално обединение (1912 – 1918 г.).
Заболялата тежко на Тракийския фронт по време на Балканските войни българска царица след 4 тежки операции в България и в чужбина остава прикована на легло в Евксиноград. За рождения ѝ ден 22 август през 1917 г. тя моли да бъде изработен за обковаване макет на ладия и събраните чрез обковаването средства да бъдат разпределени между войнишките сираци на бойците от подшефния ѝ 24-ти пехотен Черноморски полк, бежанците от добруджанските села и военноинвалидите.
Изработена с нейни лични средства от морския арсенал във Варна, „Ладията на живота“ става последният дар на умиращата царица Елеонора към нуждаещите се в разтерзаната от войните България.

## Състав на свитата
- Анна Александрова дьо Сен Кристоф – Станчова, графиня дьо Грено
- Надежда Станчова
- Теодора Станчова
- Мария Петрова-Чомакова
- г-ца Хаканова
- г-ца В. Маркова
- г-ца Н. Маркова
- майор Червенаков, адютант
- Антон Драндар, личен секретар
- генерал Сава Савов, адютант (1910 – 1912)

## Награди
Орден „Св. Анна“
По време на Руско-японската война 1904 – 1905 г. принцеса Елеонора фон Ройс и сестра ѝ Елисавета постъпват като доброволки в руската армия. Като опитна старша медицинска сестра принцеса Елеонора е назначена за началник на Втори санитарен влак, издържан с личните средства на великата княгиня Мария Павловна. Влакът обслужва линията Санкт Петербург – Манджурия, като в периода на бойните действия медицинският и санитарен персонал приема, лекува и хоспитализира в тила над 2500 ранени.
С писмо № 9192 от 10.08.1907 г. императрицата Мария Фьодоровна удостоява старшата медицинска сестра и управителка на Втори санитарен влак за представянето ѝ с „Тъмно-бронзов медал за заслуги и спомен от Руско-японската война 1904 – 1905 г.“ за безкористната ѝ работа по спасяване на болните и ранени руски фронтоваци. Свидетелство № 2482, съпровождащо наградата, дава правото на Елеонора Ройс да носи този нагръден знак с лента, съчетаваща цветовете на Александровския и Георгиевския кръст. „Медалът на Червения кръст“, както е популярното му название в обществото, е предназначен за медици-лекари, фелдшери и санитари, участвали пряко във военните действия като членове на Червения кръст.
Орденът ѝ е връчен лично от император Николай II в Санкт Петербург.
По време на брачната си церемония с княз Фердинанд на 17 февруари 1908 г. в двореца Остершайн в Гера принцеса Елеонора фон Ройс с гордост украсява сватбената си рокля с това високо военно отличие.
Орден „Луиза – 1814“
За изключителни заслуги в областта на милосърдието и благотворителността царица Елеонора е наградена с германския орден „Луиза – 1814“, декориран с лента. Той е връчен на Елеонора лично от император Вилхелм в Берлин през май 1912 г.
Военен кръст „За храброст“, IV степен
След настоятелното искане на фронтоваците и техните командири в края на Междусъюзническата война със Заповед № 356 от 9.VІІІ.1913 г., подписана от помощник-главнокомандващия генерал Радко Димитриев, цар Фердинанд награждава царица Елеонора с Военен кръст „За храброст“ – ІV ст., без мечове.
Орденът е връчен пред войнишки строй в Кюстендил, където е Щабът на Действащата армия.

## Памет
На царица Елеонора е наречена улица в квартал „Красно село“ в София (Карта).